# 丰宁寺
丰宁寺是位于中国广东省佛山市禅城区石湾江湾路的一座古建筑，为佛山市市级文物保护单位，1998年4月30日登录。
丰宁寺位于大雾岗脚下，紧挨着过去的石湾闹市"莲峰昼市"，右侧就是莲峰书院。寺庙始于明代，清康熙五十六年（1717)、嘉庆、同治及民国年间重修数次，现存建筑风格为清代风格。
丰宁寺坐东北朝西南，有门堂、钟鼓楼、前殿、中殿、拜亭及后殿等组成部分，沿中轴渐次升高。面阔13.28米，总面积约750平方米。钟鼓楼、拜亭为卷棚歇山顶，其余建筑为硬山顶马鞍山式封火山墙，这与区内常见的建筑不同。各殿面阔和进深三间。建筑结构多为抬梁与穿斗式混合结构，还有博古式梁架；原有多彩的灰画、灰塑装饰，还有檐板、隔扇、雀替等漆金木雕构件，现状则均为重修后的结果。古代的四大金刚、观音、十八罗汉、韦驮、准提佛母、关帝、十皇、三宝佛等造像及器具已毁。现门堂建于高台之上，清代祠堂门堂形制，无塾台，方形花岗石檐柱，石虾弓梁金花狮子，博古梁架。拜亭为四柱卷棚歇山顶，插拱出挑檐。